# MTV Unplugged: Cro
MTV Unplugged: Cro ist das erste Live- und Akustik-Album des deutschen Rappers Cro aus der MTV-Unplugged-Reihe. Es erschien am 3. Juli 2015 über das Hip-Hop-Label Chimperator Productions als Standard- und Premium-Edition sowie als Video-Album auf DVD und Blu-ray Disc. Das Album wurde am 4. Mai 2015 im Scala in Ludwigsburg aufgenommen. Mit 25 Jahren ist Cro der jüngste Künstler, der ein MTV-Unplugged-Album aufnahm.

## Inhalt
Die meisten Lieder des Albums stammen von Cros beiden Soloalben Melodie (zwölf Stücke) und Raop (acht Songs). Außerdem sind die Titel Hi Kids, Allein, Lange her, Bye Bye und 8 km/h sowie eine Coverversion des Tracks Millionär von den Prinzen auf dem Tonträger enthalten.

## Produktion
Das Album wurde von Lillo Scrimali produziert, der schon die MTV-Unplugged-Auftritte von Max Herre und den Fantastischen Vier produzierte sowie an der TV-Sendung The Voice of Germany mitwirkte.

## Covergestaltung
Das Albumcover ist in Schwarz-weiß gehalten und zeigt die Panda-Maske von Cro, die von zwei Händen in die Luft gehalten wird. Oben bzw. unten im Bild befinden sich die schwarzen Schriftzüge Cro und MTV Unplugged.

## Gastbeiträge
Auf vier bzw. sechs Liedern des Albums sind neben Cro andere Künstler vertreten. Die Musikgruppe Die Prinzen wirkt bei Millionär und Einmal um die Welt mit, während Lange her eine Kollaboration mit den Rappern Max Herre und Teesy ist. Dajuan ist im Song Meine Gang zu hören. Außerdem hat der Gangsta-Rapper Haftbefehl einen Gastauftritt bei 8 km/h und Die Orsons sowie Tristan Brusch sind auf Jetzt vertreten.

## Titellisten
| #  | Titel              | Gastmusiker         | Länge |
| -- | ------------------ | ------------------- | ----- |
| 1  | Erinnerung         |                     | 4:02  |
| 2  | Chillin            |                     | 3:50  |
| 3  | Hi Kids            |                     | 3:32  |
| 4  | Allein             |                     | 2:52  |
| 5  | Bad Chick          |                     | 2:51  |
| 6  | Lange her          | Max Herre und Teesy | 5:38  |
| 7  | Wir waren hier     |                     | 2:29  |
| 8  | Hey Girl           |                     | 4:13  |
| 9  | Millionär          | Die Prinzen         | 1:47  |
| 10 | Einmal um die Welt | Die Prinzen         | 3:56  |
| 11 | Melodie            |                     | 3:33  |
| 12 | Rennen             |                     | 3:51  |
| 13 | Ein Teil           |                     | 3:27  |
| 14 | Jeder Tag          |                     | 3:32  |
| 15 | Meine Gang         | Dajuan              | 4:08  |
| 16 | Wir waren hier 2   |                     | 3:23  |
| 17 | Whatever           |                     | 3:54  |
| 18 | Easy               |                     | 4:48  |
| 19 | Bye Bye            |                     | 3:24  |
| 20 | Du                 |                     | 3:31  |
| 21 | Traum              |                     | 3:19  |

| #  | Titel              | Gastmusiker                   | Länge |
| -- | ------------------ | ----------------------------- | ----- |
| 1  | Vielleicht         |                               | 4:21  |
| 2  | Never Cro Up       |                               | 4:20  |
| 3  | Cop Love           |                               | 3:36  |
| 4  | 8 km/h             | Haftbefehl                    | 3:35  |
| 5  | Jetzt              | Die Orsons und Tristan Brusch | 6:16  |
| 6  | Clip Film Noir     |                               | 1:13  |
| 7  | Clip Suspense      |                               | 1:05  |
| 8  | Clip Adventure     |                               | 1:37  |
| 9  | Clip Crime         |                               | 1:08  |
| 10 | Clip Party (Knast) |                               | 1:00  |
| 11 | Clip Happy End     |                               | 1:12  |

| #  | Titel              |
| -- | ------------------ |
| 1  | Erinnerung         |
| 2  | Clip Film Noir     |
| 3  | Chillin            |
| 4  | Hi Kids            |
| 5  | Allein             |
| 6  | Clip Suspense      |
| 7  | Bad Chick          |
| 8  | Lange her          |
| 9  | Vielleicht         |
| 10 | Wir waren hier     |
| 11 | Clip Adventure     |
| 12 | Hey Girl           |
| 13 | Millionär          |
| 14 | Einmal um die Welt |
| 15 | Never Cro Up       |
| 16 | Melodie            |
| 17 | Clip Crime         |
| 18 | Cop Love           |
| 19 | 8 km/h             |
| 20 | Rennen             |
| 21 | Ein Teil           |
| 22 | Jeder Tag          |
| 23 | Clip Party         |
| 24 | Meine Gang         |
| 25 | Wir waren hier 2   |
| 26 | Whatever           |
| 27 | Easy               |
| 28 | Clip Happy End     |
| 29 | Bye Bye            |
| 30 | Du                 |
| 31 | Jetzt              |
| 32 | Traum              |

## Chartplatzierungen und Singles
MTV Unplugged: Cro stieg sowohl in Deutschland, als auch in Österreich und der Schweiz auf Platz 1 in die Albumcharts ein. In den deutschen Jahrescharts 2015 belegte der Tonträger Rang 11.
Als Single wurde das Lied Bye Bye ausgekoppelt. Es erreichte ebenfalls Platz 1 in Deutschland und hielt sich auch in den beiden folgenden Wochen auf diesem. In Österreich belegte der Song Rang 2 und in der Schweiz Position 7. Am 23. Oktober 2015 folgte mit Melodie die zweite Single, die Platz 44 in Deutschland erreichte.

## Verkaufszahlen und Auszeichnungen
Für mehr als 200.000 verkaufte Exemplare erhielt das Album 2016 in Deutschland eine Platin-Schallplatte.

## Rezeption
| Professionelle Bewertungen | Professionelle Bewertungen |
| -------------------------- | -------------------------- |
| Kritiken                   |                            |
| Quelle                     | Bewertung                  |
| laut.de                    | [ 9 ]                      |

- laut.de gab dem Album nur zwei von möglichen fünf Punkten und kritisierte die mangelnde Erfahrung Cros als Live-Künstler:

„Hier und da ein langgezogenes "Stuttgaaart!", das war es dann aber auch schon an Interaktion mit seinem Publikum. Selbst als die Prinzen oder Max Herre auf die Bühne kommen, wird einfach schnell der vereinbarte Part gespielt. Lustige Hintergrundstorys, ein herzlicher Empfang für befreundete Kollegen, gelöste Stimmung? Fehlanzeige. Die gemütliche Wohnzimmeratmosphäre, der bodenständige Esprit eines Unplugged-Konzertes will nie so richtig entstehen. Der Panda wirkt verschüchtert, als ob ihm das alles dann doch ein bisschen zu schnell gehe. […] Natürlich spielt er Titel wie "Hi Kids" und "Easy". Auch die Erfolgssingles seiner zweiten Platte finden ihren Platz auf der Setlist. Neben "Bad Chick", "Traum" und "Whatever" stehen aber auch Titel wie "Chillin", "Rennen" oder "Allein" auf dem Programm, die aus der dreijährigen Karriere des Pandas kaum in "Erinnerung" blieben und schon in ihrer Original-Version Lückenfüllern gleich kamen. Die 22-köpfige Band tut ihr Bestes, der eintönigen musikalischen Palette einen neuen Anstrich zu verpassen. Die Karriere des Stuttgarters bietet aber, trotz unzähliger Gold- und Platin-Auszeichnungen, Bambis und Echos, nicht viel mehr als das immer gleiche Raop-Gedudel.“

## Fernsehausstrahlung
Am 16. Juli 2015 wurde das Konzert erstmals im Fernsehen auf ProSieben gezeigt.